# 聚隆泉
聚隆泉是黑龙江齐齐哈尔出产的一种白酒，源于当地人崔凤山于1910年成立的聚隆泉酒坊，其产品曾于宣统年间被指定为贡酒。第二次国共内战后被收归国有，改为“拜泉北烧锅酒厂”，后数度易名改制。聚隆泉酒乃以高粱、玉米 、大米、小麦等为原料，以茅台和五粮液的之酿造技术改进的生产工序酿成的浓香型白酒，现产品包括“北泉”和“百年宣德”两个系列。